# Bourdenay
Bourdenay és un municipi francès situat al departament de l'Aube i a la regió del Gran Est. L'any 2007 tenia 104 habitants.

## Demografia

### Població
El 2017 la població de fet de Bourdenay era de 117 persones. En 2007 hi havia 48 famílies de les quals 20 eren unipersonals (4 homes vivint sols i 16 dones vivint soles), 20 parelles sense fills i 8 parelles amb fills.
La població ha evolucionat segons el següent gràfic:
Habitants censats

### Habitatges
El 2007 hi havia 97 habitatges, 54 eren l'habitatge principal de la família, 32 eren segones residències i 11 estaven desocupats. Tots els 96 habitatges eren cases. Dels 54 habitatges principals, 52 estaven ocupats pels seus propietaris i 2 estaven llogats i ocupats pels llogaters; 3 tenien dues cambres, 13 en tenien tres, 17 en tenien quatre i 21 en tenien cinc o més. 44 habitatges disposaven pel capbaix d'una plaça de pàrquing. A 30 habitatges hi havia un automòbil i a 18 n'hi havia dos o més.

### Piràmide de població
La piràmide de població per edats i sexe el 2009 era:
| Homes | Edats   | Dones |
| ----- | ------- | ----- |
| 0     | 95 o +  | 0     |
| 0     | 90 a 94 | 0     |
| 4     | 85 a 89 | 4     |
| 4     | 80 a 84 | 0     |
| 4     | 75 a 79 | 20    |
| 4     | 70 a 74 | 8     |
| 24    | 65 a 69 | 16    |
| 16    | 60 a 64 | 16    |
| 4     | 55 a 59 | 16    |
| 12    | 50 a 54 | 20    |
| 16    | 45 a 49 | 28    |
| 20    | 40 a 44 | 0     |
| 4     | 35 a 39 | 36    |
| 4     | 30 a 34 | 4     |
| 12    | 25 a 29 | 4     |
| 8     | 20 a 24 | 0     |
| 24    | 15 a 19 | 8     |
| 16    | 10 a 14 | 12    |
| 0     | 5 a 9   | 20    |
| 12    | 0 a 4   | 8     |

## Economia
El 2007 la població en edat de treballar era de 58 persones, 36 eren actives i 22 eren inactives. De les 36 persones actives 34 estaven ocupades (22 homes i 12 dones) i 2 estaven aturades (1 home i 1 dona). De les 22 persones inactives 9 estaven jubilades, 2 estaven estudiant i 11 estaven classificades com a «altres inactius».

### Ingressos
El 2009 a Bourdenay hi havia 53 unitats fiscals que integraven 110 persones, la mediana anual d'ingressos fiscals per persona era de 19.581 €.

### Activitats econòmiques
Dels 7 establiments que hi havia el 2007, 1 era d'una empresa extractiva, 4 d'empreses de comerç i reparació d'automòbils, 1 d'una empresa de serveis i 1 d'una empresa classificada com a «altres activitats de serveis».
L'any 2000 a Bourdenay hi havia 9 explotacions agrícoles que ocupaven un total de 768 hectàrees.

## Poblacions més properes
El següent diagrama mostra les poblacions més properes.